# Frank Ludlow
Frank Ludlow, né le 10 août 1885 à Londres et décédé le 27 mars 1972, est un officier anglais qui fut en poste à la mission britannique à Lhassa et un naturaliste.

## Biographie
Ludlow naît à Chelsea et étudie au Sidney Sussex College de l'Université de Cambridge où il obtient un bachelor of arts en sciences naturelles en 1908. Durant cette période, il étudie la botanique sous la direction du professeur Marshal Ward, père de Frank Kingdon-Ward (en). Il suit également des cours au Sind College de Karachi où il devient plus tard principal adjoint, professeur de biologie et lecteur en anglais. Durant la Première Guerre mondiale, il est envoyé au XIXe régiment d'infanterie indien avant de rejoindre le système éducatif indien à la fin de la guerre. Entre 1923 et 1926, il dirige l'école anglaise de Gyantsé au Tibet. L'école ouvre le 8 novembre 1923 avec 30 élèves tibétains, des garçons âgés de 8 à 18 ans, et Ludlow leur enseigne pendant 3 ans l'anglais puis la géographie et l'arithmétique. L'école ferma en novembre 1926, date à laquelle Ludlow quitte le Tibet. Il se met en congé en 1927, part pour Srinagar dans le Cachemire et voyage beaucoup dans l'Himalaya jusqu'au Tibet. En 1929, il rencontre George Sherriff (en) alors qu'il rend visite au consul général Frederick Williamson (en), avec qui il mène de nombreuses expéditions. Il prend ensuite la tête de la mission britannique à Lhassa entre 1942 et 1943.
Durant son séjour en Inde, Ludlow a étudié l'histoire naturelle et collecté des spécimens botaniques et aviens. Les 7 000 oiseaux qu'il a collecté sont aujourd'hui déposés au Musée d'histoire naturelle de Londres. Les espèces Fulvetta ludlowi, Bhutanitis ludlowi et plusieurs autres taxons dont des sous-espèces de hérissons comme Paraechinus aethiopicus ludlowi (trouvable à Hit, en Irak) ont été nommés en son honneur,.

## Publications
- (en) Frank Ludlow, Notes on the nidification of certain birds in Ladak, J. Bombay Nat. Hist. Soc., 1920, 41(3):666 éd.
- (en) Frank Ludlow, The Long-tailed Duck (Clangula hyemalis) in Kashmir, 1940
- (en) Frank Ludlow, Mallard breeding in the Karachi Zoo, J. Bombay Nat. Hist. Soc., 1915, 23(3):584 éd.
- (en) Frank Ludlow, The Persian Ground Chough (Podoces pleskei), J. Bombay Nat. Hist. Soc., 1945, 45(2):233-234 éd.
- (en) Frank Ludlow, The Whooper Swan (Cygnus cygnus), J. Bombay Nat. Hist. Soc., 1920, 41(3):666 éd.
- (en) Frank Ludlow, Catching of Chikor [Alectoris graeca chukar (Gray)] in Kashmir, J. Bombay Nat. Hist. Soc., 1934, 37(1):222 éd.
- (en) Frank Ludlow, Dongtse, or stray bird notes from Tibet, J. Bombay Nat. Hist. Soc., 1928, 33(1):78-83 éd.
- (en) Frank Ludlow, Breeding of the Marbled Teal Marmaronetta angustirostris and other birds at Sonmeani, Baluchistan, J. Bombay Nat. Hist. Soc., 1916, 24(2):368-369 éd.
- (en) Frank Ludlow et Norman Boyd Kinnear, The birds of Bhutan and adjacent territories of Sikkim and Tibet, 1937, Ibis 14 1(1):1-46 éd.
- (en) Frank Ludlow et Norman Boyd Kinnear, The birds of Bhutan and adjacent territories of Sikkim and Tibet Part II, 1937, Ibis 14 1(1), 1-46.1(2):249-293 éd.
- (en) Frank Ludlow et Norman Boyd Kinnear, The birds of Bhutan and adjacent territories of Sikkim and Tibet Part III, 1937, Ibis 14 1(3):467-504 éd.
- (en) Frank Ludlow et Norman Boyd Kinnear, A contribution to the ornithology of Chinese Turkestan. Part I, 1933, Ibis 13 3(2):240-259 éd.
- (en) Frank Ludlow et Norman Boyd Kinnear, A contribution to the ornithology of Chinese Turkestan. Part II, 1933, Ibis 13 3(3):440-473 éd.
- (en) Frank Ludlow, Birds of the Gyantse neighbourhood, southern Tibet, J. Bombay Nat. Hist. Soc., 1928, Ibis 12 4(2):211-232 éd.
- (en) Frank Ludlow et Norman Boyd Kinnear, A contribution to the ornithology of Chinese Turkestan. Part IV, 1934, Ibis 13 4(1), 95-125 éd.
- (en) Frank Ludlow et Norman Boyd Kinnear, Systematic notes on Indian birds - V, 1940, 14 4(1):147-150 éd.
- (en) Frank Ludlow et Norman Boyd Kinnear, The birds of South-Eastern Tibet, 1944, Ibis 86(1):43-86 éd.
- (en) Frank Ludlow, The birds of Lhasa, 1950, Ibis 92(1):34-45 éd.
- (en) Frank Ludlow, The birds of Kongbo and Pome, South-East Tibet, 1951, Ibis 93(4):547-578 éd.
- (en) Frank Ludlow et Norman Boyd Kinnear, A contribution to the ornithology of Chinese Turkestan. Part IV, 1934, Ibis 13 4(1), 95-125 éd.